# Raymond Cruz
 (janvier 2019).
Si vous disposez d'ouvrages ou d'articles de référence ou si vous connaissez des sites web de qualité traitant du thème abordé ici, merci de compléter l'article en donnant les références utiles à sa vérifiabilité et en les liant à la section « Notes et références ».
Pour les articles homonymes, voir Cruz.
Raymond Cruz, né le 10 septembre 1964 à Los Angeles, Californie (États-Unis) est un acteur américain.
Il est connu pour interpréter l'inspecteur Julio Sanchez dans The Closer puis Major Crimes, ainsi que le personnage de  Tuco Salamanca dans les séries Breaking Bad et Better Call Saul, outre des rôles militaires.
Il est marié à l’actrice Simi depuis les années 1990.

## Biographie
Raymond Cruz a été élevé à East Los Angeles, en Californie, il est d'origine mexicaine. Il a fréquenté l'East Los Angeles College.
Il parle couramment espagnol et anglais. Il a grandi dans un quartier où il a vu très tôt l'activité des gangs, ce qui lui a beaucoup apporté pour jouer certains de ses rôles, en particulier Tuco ou d'autres personnages, parfois violents et affiliés aux gangs.
Il a dit qu'il s'est intéressé très tôt à la littérature américaine, et que c'est peut-être grâce à la lecture qu'il a évité les gangs lui-même.
Parmi les performances reconnues jouées par Cruz, il y a celle de la série Los Americans, où il a participé avec des acteurs célèbres tels que Esai Morales, Lupe Ontiveros, JC Gonzalez, Yvonne DeLaRosa, entre autres. C'était une série axée sur plusieurs siècles, issue d'une famille de classe moyenne qui vivait à Los Angeles.

## Filmographie

### Cinéma
- 1987 : Maid to Order de Amy Holden Jones - Sam
- 1988 : Twice Dead de Bert L. Dragin
- 1989 : Judgment de William Sachs - Cyclone
- 1990 : Gremlins 2: La nouvelle génération de Joe Dante - Messenger
- 1990 : Cold Dog Soup de Alan Metter - Gang Member
- 1991 : Dead Again de Kenneth Branagh - Clerk
- 1991 : Justice sauvage de John Flynn - Hector
- 1992 : Piège en haute mer de Andrew Davis - Ramirez
- 1992 : Man Trouble de Bob Rafelson - Balco
- 1992 : When the Party's Over' de Matthew Irmas - Mario
- 1993 : Les Princes de la ville de Taylor Hackford - Chuey
- 1994 : Danger immédiat de Phillip Noyce - Domingo Chavez
- 1995 : Dead Badge de Douglas Barr - Tomas Gomez
- 1996 : Broken Arrow de John Woo - un Officier expliquant les dégâts de la bombe (non crédité)
- 1996 : Rock de Michael Bay - Sergent Rojas
- 1996 : The Substitute de Robert Mandel - Joey Six
- 1996 : Personnel et confidentiel de Jon Avnet - Fernando Buttanda
- 1997 : Alien, la résurrection de Jean-Pierre Jeunet - Vincent Distephano
- 1998 : Playing Patti de Adam Friedman
- 1999 : The Last Marshal de Mike Kirton - T-Boy
- 1999 : Une nuit en enfer 2 - Le prix du sang de Scott Spiegel - Jesus
- 2001 : Training Day de Antoine Fuqua - Sniper
- 2002 : Dommage collatéral de Andrew Davis - Junior
- 2004 : My Name Is Modesty: A Modesty Blaise Adventure de Scott Spiegel - Raphael Garcia
- 2004 : Just Hustle de Ari Bernstein - Spanish Professor
- 2005 : Brothers in Arms de Jean-Claude La Marre - Reverend
- 2005 : Jeux de gangs de Barbara Kopple - Chino
- 2006 : 10 Trick de Richard Pagano - Sal
- 2010 : Spring Broke (pré-production)
- 2015 : Cleveland abduction : Ariel Castro
- 2019 : La Malédiction de la dame blanche (The Curse of La Llorona) de Michael Chaves
- 2019 : Wander d'April Mullen : le shérif Luis Santiago
- 2021 : Blue Miracle de Julio Quintana : Hector
- 2023 : Medellín de Franck Gastambide : El Diablo

### Télévision
- 1987 : Vietnam War Story, série télévisée
- 1988 : CBS Schoolbreak Special, 1 épisode - Angel Perez
- 1989 : Côte ouest, 2 épisodes - Van Driver
- 1989 : A Nightmare on Drug Street, téléfilm - Felipe
- 1990 : Rick Hunter, saison 7, épisode 10 - Tomas Delgado
- 1990 : China Beach, 1 épisode - Lopez
- 1990 : Matlock, 1 épisode - Alien Worker
- 1990 : Freddy, le cauchemar de vos nuits, 1 épisode - Johnny 'Mac' McFarland
- 1991 : Perfect Crimes, téléfilm - Diego
- 1992 : Arabesque, saison 9, épisode 12 - Jose 'Joseph' Galvan
- 1992 : Nails, téléfilm - Paco Sanchez
- 1994 : Dragstrip Girl de Mary Lambert, téléfilm - Doogie
- 1995 : New York Police Blues, saison 3, épisode 4 - Rico
- 1995 : Walker, Texas Ranger, 1 épisode - Sergeant Perez
- 1995 : The Marshal, 1 épisode - Rossiter
- 1997 : 413 Hope Street, 1 épisode - Rico
- 1997 : Cracker, 1 épisode - MacCormick
- 1997 : Last Stand at Saber River, téléfilm - Manuel
- 1997 : X-Files : Aux frontières du réel, saison 4, épisode 11 - Eladio Buente
- 1998 : Star Trek : Deep Space Nine, 1 épisode - Vargas
- 1998 : The Practice, saison 2, épisode 9 - Miguel Moreno
- 1999 : New York Police Blues, saison 7, épisode 8 - Raoul Calderon/Rico Aguerro
- 1999 : Sept jours pour agir, saison 2, épisode 16 - Rodriguez/Teo Millar
- 1999 : Le Royaume, saison 1, épisodes 7-8 - Sgt. Escalante
- 1999 : Strange World, 1 épisode - Rinaldo Molina
- 1999 : Blood Money de Aaron Lipstadt, téléfilm - Gutierrez
- 2000 : Harsh Realm, 2 épisodes - Sergeant Escalante
- 2000 : The Eddie Files, 16 épisodes - Johnny
- 2002 : Los Angeles : Division homicide, saison 1, épisode 7 - Jesus "Termite" Rosales
- 2002 : Boomtown, saison 1, épisode 8 - Ruben
- 2002 : 24 heures chrono, saison 2, épisode 19-20 - Rouse
- 2002 : Les Experts, saison 3, épisode 22 - Miguel Delgado
- 2002 : Division d'élite, saison 2, épisode 10
- 2003 : Les Experts : Miami, saison 2, épisode 6 - Martin Medesto
- 2003 : Division d'élite, saison 3, épisodes 21-22 - Ray Sanchez
- 2003 : Nip/Tuck, saison 1, épisode 1 - Alejandro
- 2005 - 2012 : The Closer (saison 1 à 7) : Inspecteur Julio Sanchez
- 2006 : Nip/Tuck, saison 4, épisode 10
- 2006 : Day Break, saison 1, épisodes 9-10
- 2007 : Les Experts : Las Vegas, saison 8, épisode 13 - Donald Balboa
- 2007 : Earl, saison 3, épisode 12 - Paco
- 2008 - 2009 : Breaking Bad, saisons 1 et 2, 4 épisodes - Tuco Salamanca
- 2012 - 2018 : Major Crimes : Inspecteur Julio Sanchez
- 2012 : FBI duo très spécial, saison 4 épisode 2 - Shérif Enrico Morales
- 2015 - 2016 : Better Call Saul, saison 1 et 2 - Tuco Salamanca